# (6973) Karajan
Pour les articles homonymes, voir Karajan (homonymie).
(6973) Karajan est un astéroïde de la ceinture principale.

## Description
(6973) Karajan est un astéroïde de la ceinture principale. Il fut découvert le 27 avril 1992 à Kushiro par Seiji Ueda et Hiroshi Kaneda. Il présente une orbite caractérisée par un demi-grand axe de 2,66 UA, une excentricité de 0,15 et une inclinaison de 2,9° par rapport à l'écliptique.
Cet astéroïde est nommé en l'honneur du chef d'orchestre autrichien Herbert von Karajan (1908-1989), directeur musical emblématique de l'Orchestre philharmonique de Berlin.

## Compléments